# エステラ・ウォーレンの知られたくない私のヒ・ミ・ツ ヴァージン・ラプソディー
エステラ・ウォーレンの知られたくない私のヒ・ミ・ツ ヴァージン・ラプソディー（原題:Her Minor Thing）は、チャールズ・マッソーが監督を務めた、2005年に発売されたロマンティック・コメディである。

## あらすじ
25歳のキャリアウーマンであるジーナ（エステラ・ウォーレン）には、TVキャスターであるトム（マイケル・ウェザリー）という彼氏がいた。2人でのクルーズ旅行を控え、一見すると順風満帆だったが、トムは体の関係を拒み続け処女を守るジーナに不満を募らせていた。
自分の彼女がヴァージンであるということを自慢したくなったトムは、リハーサル中にカメラマンのポール（クリスチャン・ケイン）に自分の彼女が25歳でヴァージンであることを暴露する。しかし、その時実はスイッチャーの悪戯によりオンエアされており、ジーナの秘密はTVで生放送されてしまった。
その日を境にジーナは一躍時の人になる。サクラメント中で顔が知られたため、マスコミに追われる日々が続くが、ひょんなことから素朴なカメラマンであり、トムの同僚でもあるポールと出会う。ジーナは彼があの生放送に関わったカメラマンだと知らず、またポールも彼女が噂のヴァージンだとは気づかず惹かれ合っていく。
一方、生放送での暴露事件は、フェミニズム運動に発展するほど大きくなっていった。この騒動を終わらせたいジーナはTVに出演し「ただ運命の人を探しているだけ」と自らの考えを述べたが、このことによってその番組を見ていたポールは彼女が噂のヴァージンで、トムの彼女であるということに気づいてしまう。しかし、彼はジーナを傷つけたくない一心で知らないふりを続け、プラトニックだったにせよ一晩を彼女と過ごす。
翌日、ジーナとポールの2人が一緒に写真を撮っているところにトムが通りかかり、ヴァージンを奪われたと勘違いをしたトムはポールと喧嘩になった。また、トムから自分がヴァージンであることをポールは知っていたことを教えられたジーナはショックを受ける。クルーズ旅行に行く日だったはずの前夜、トムがジーナの前に現れ、クルーズチケットを手に持ってプロポーズをする。彼女はクルーズに一緒に乗ることを決めたが、その途中で邪魔に遭い・・・。

## キャスト
※括弧内は日本語吹替
- ジーナ・サマーズ - エステラ・ウォーレン（山田みほ）
- ポール - クリスチャン・ケイン（藤原啓治）
- トム・リンダーマン - マイケル・ウェザリー（丸山壮史）
- キャロライン - レイチェル・ドラッチ（永木貴依子）
- マーティ - フレックス・アレクサンダー（芦澤孝臣）
- マギー - キャシー・グリフィン
- ザ・ザ - イワナ・ミルセヴィッチ
- ノーマ - ヴィクトリア・ジャクソン